# David Afkham
David Afkham   (Friburg de Brisgòvia, 1982) és un director d’orquestra alemany.

## Biografia

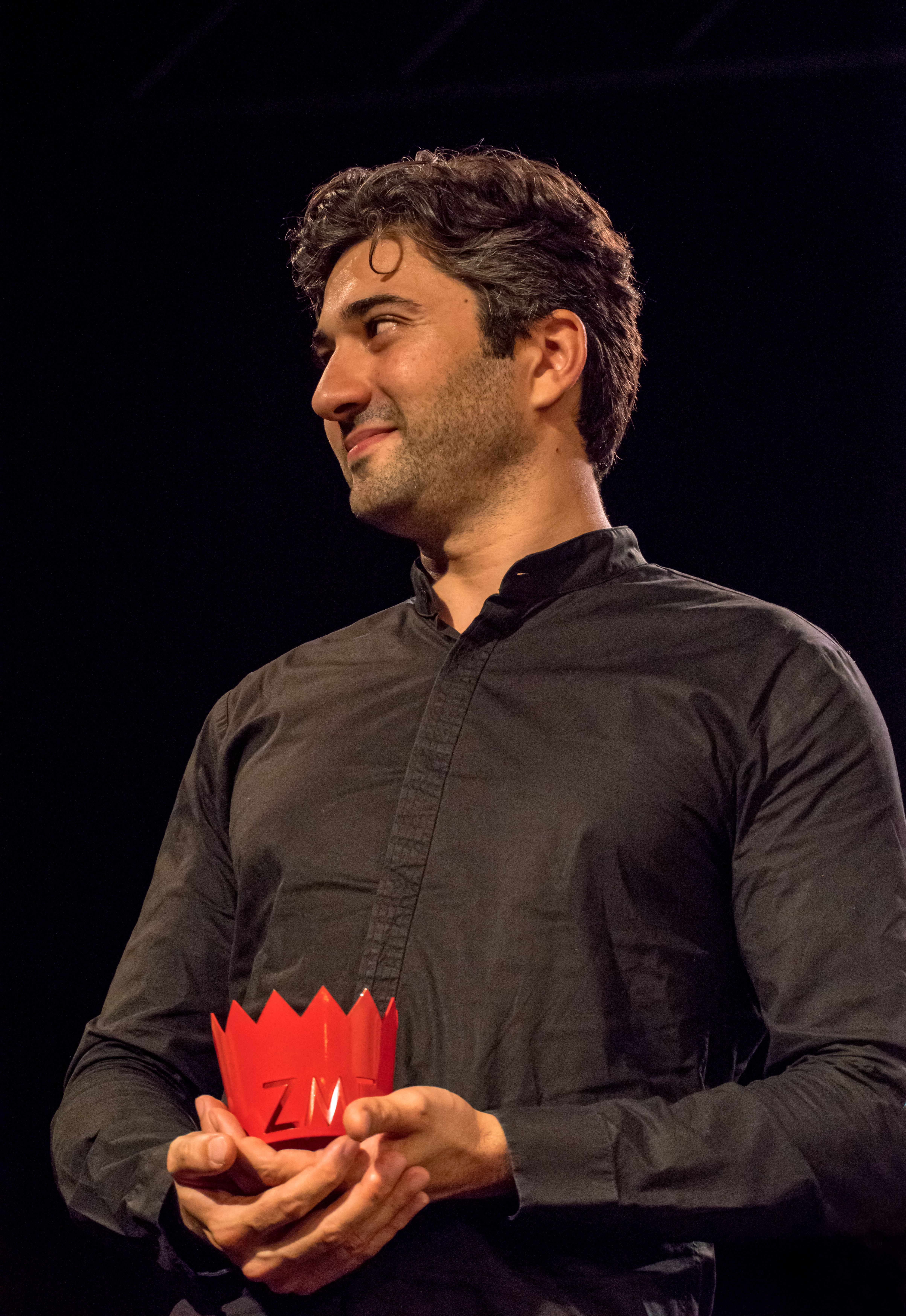
Zelt-Musik-Festival 2016 a Friburg, Alemanya

Afkham va néixer a Freiburg im Breisgau, Alemanya, i va començar la seva educació musical als 15 anys a la Hochschule für Musik Freiburg, on va estudiar piano amb James Avery. L'any 2002 va guanyar la competició Jugend Musiziert. El 2007 va acabar els seus estudis de direcció amb Nicolás Pasquet a la Hochschule für Musik "Franz Liszt" de Weimar.

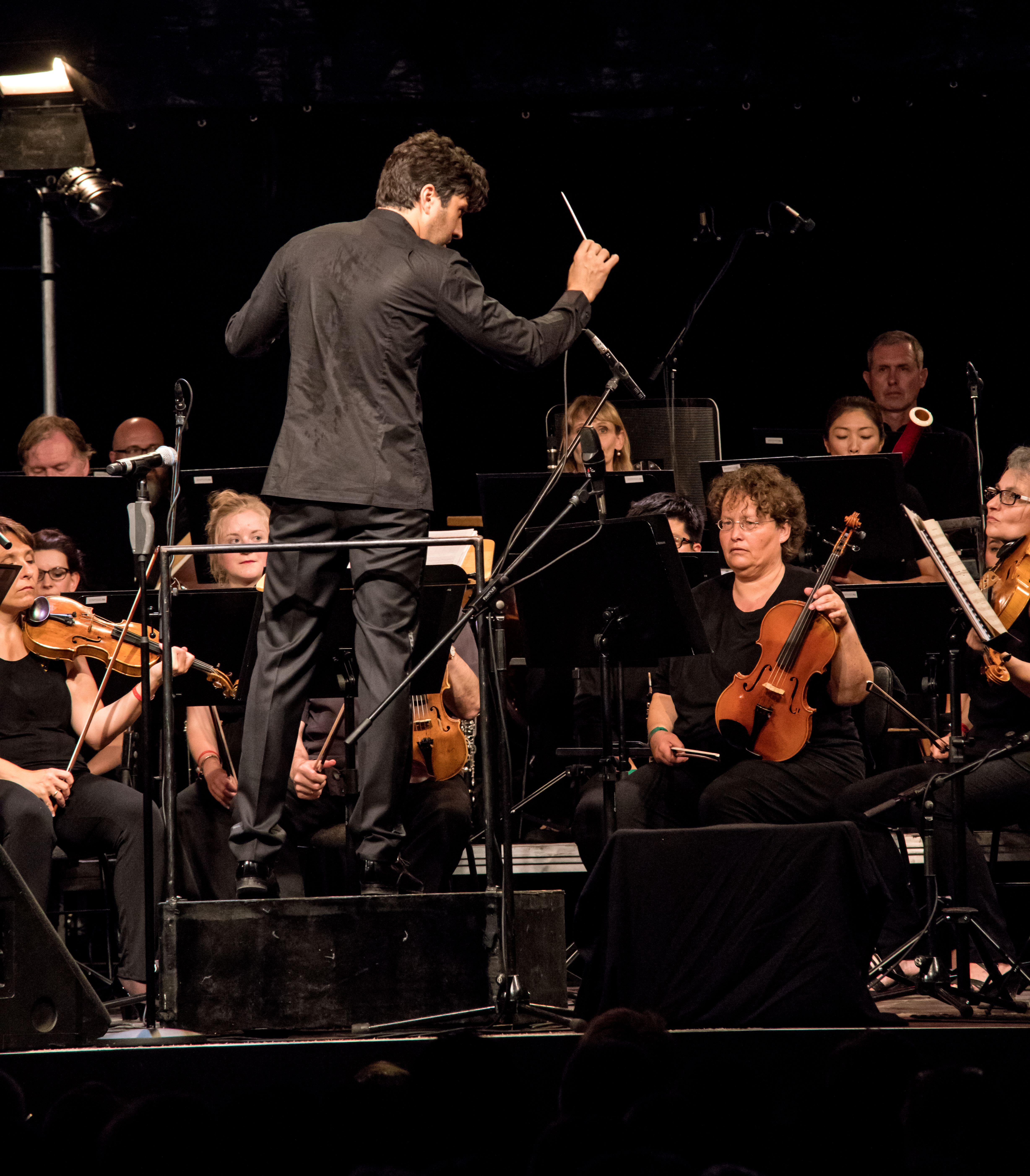
Afkham i l'Orquestra Filharmònica de Friburg

El 2008 Afkham va guanyar el primer premi de la Donatella Flick Conducting Competition i es va convertir en el director assistent de l'Orquestra Simfònica de Londres, ajudant a Valery Gergiev. Des de l'any 2010 també és el director assistent de la Gustav Mahler Youth Orchestra.
Ha dirigit l'Orquestra Simfònica de Londres, Gustav Mahler Jugendorchester, l'Orquestra Cívica de Chicago, l'Orquestra de Cleveland, la Filharmònica de Los Angeles, la Simfònica de Viena, l'Orquestra Simfònica Simón Bolívar, la Simfònica de Bamberg, l'Orquestra Simfònica de Chicago i la Staatskapelle Weimar [2], com a assistent de Bernard Haitink amb les orquestres Royal Concertgebouw i la Simfònica de Chicago, director convidat assistent de la Baden-Wurttemberg Youth Orchestra, i director principal de la KHG-Symphony-Orchestra Freiburg.
És director de l'Associació Richard Wagner de Bayreuth, Alemanya.
Des del 2014 és el director titular de l'Orquestra Nacional de España (ONE).
L'octubre del 2022 a l'Auditori de Barcelona, va dirigir l'Orquesta Nacional de España, amb el concert per a piano n. 3 do m, op. 37 de Beethoven i la simfonía n. 12, op. 35 de Xostakóvix.
Un dels seus germans és Micha Afkham, violista de la Filharmònica de Berlín.